# Diplectrona robusta
Diplectrona robusta är en nattsländeart som beskrevs av Martynov 1934. Diplectrona robusta ingår i släktet Diplectrona och familjen ryssjenattsländor. Inga underarter finns listade i Catalogue of Life.